# Distrikt Huancaya

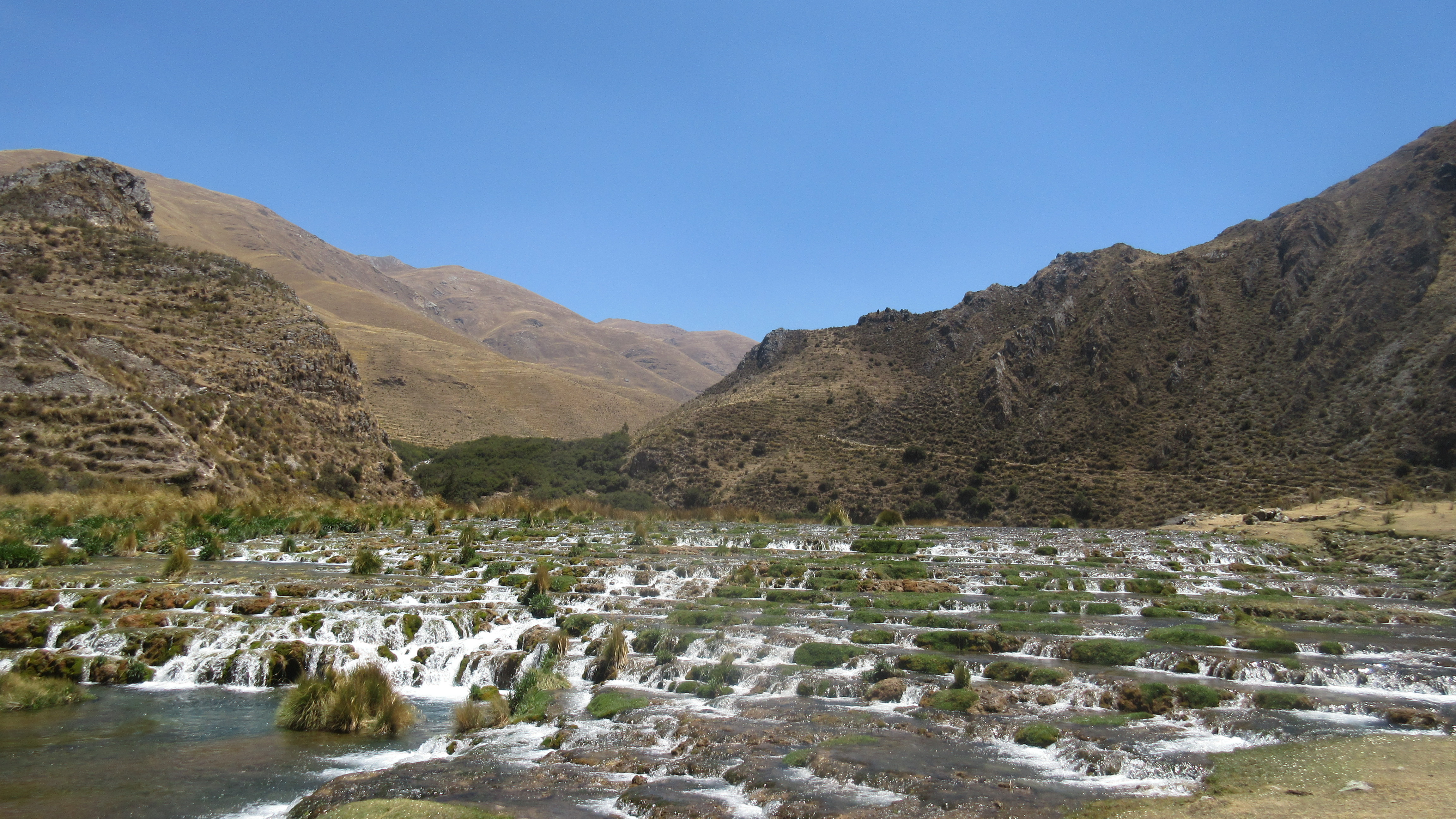
Río Cañete mit den Cataratas de Carhuyno

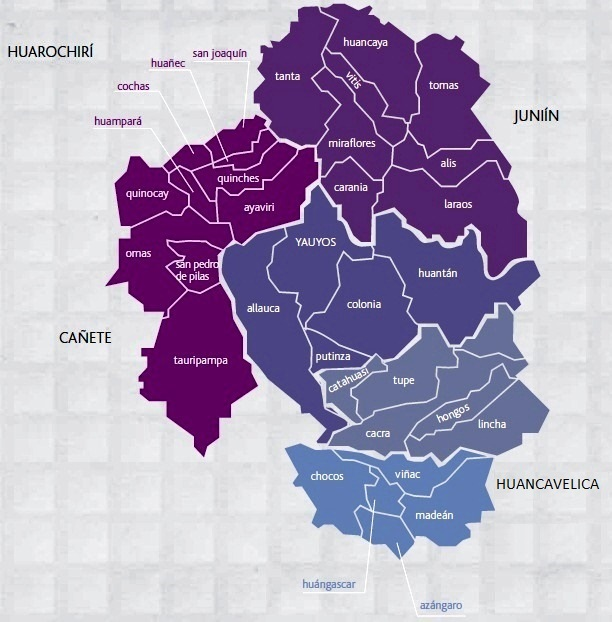
Karte der Provinz Yauyos

Der Distrikt Huancaya liegt in der Provinz Yauyos in der Region Lima im zentralen Westen von Peru. Der Distrikt wurde am 15. November 1915 gegründet. Er besitzt eine Fläche von 278 km². Beim Zensus 2017 wurden 630 Einwohner gezählt. Im Jahr 1993 lag die Einwohnerzahl bei 490, im Jahr 2007 bei 1001. Sitz der Distriktverwaltung ist die 3554 m hoch gelegene Ortschaft Huancaya mit 551 Einwohnern (Stand 2017). Huancaya befindet sich 31 km nordnordöstlich der Provinzhauptstadt Yauyos. Der Distrikt befindet sich vollständig innerhalb des Schutzgebietes Reserva Paisajística Nor Yauyos Cochas.

## Geographische Lage
Der Distrikt Huancaya befindet sich in der peruanischen Westkordillere im Norden der Provinz Yauyos. Der Oberlauf des Río Cañete durchquert den Distrikt in überwiegend südöstlicher Richtung. Im Norden verläuft die Distriktgrenze entlang der kontinentalen Wasserscheide.
Der Distrikt Huancaya grenzt im Süden und im Südwesten an den Distrikt Vitis, im Nordwesten an den Distrikt Tanta, im Norden an den Distrikt Canchayllo (Provinz Jauja) sowie im Osten an den Distrikt Tomas.

## Ortschaften
Neben dem Hauptort gibt es folgende größere Ortschaften im Distrikt:
- Vilca